# コニャックの男
『コニャックの男』（コニャックのおとこ、Les Mariés de l'an II）は1971年のフランスのコメディ映画。
ジャン＝ポール・ラプノー監督の作品で、出演はジャン＝ポール・ベルモンドなど。フランス革命の動乱に巻き込まれた男女の関係を、アクションとコメディで仕立てている。

## ストーリー
18世紀末、フランスからアメリカに密航したニコラ・フィリベールは、大富豪アーサー・デビッドソンの娘との結婚式を迎えた。ところが式中、ニコラはフランスでシャルロットという女性と結婚しており、既婚者であることが判明。ニコラはシャルロットに離婚の承認を得るため、フランスへ戻る。

## キャスト
※括弧内は日本語吹替（初回放送1977年9月18日『日曜洋画劇場』）
- ニコラ・フィリベール：ジャン＝ポール・ベルモンド（山田康雄）
- シャルロット：マルレーヌ・ジョベール（二階堂有希子）
- ポリーン：ラウラ・アントネッリ（吉田理保子）
- ル・プランス：ミシェル・オークレール
- ゲランド侯爵：サミー・フレー（富田耕生）
- ゴスラン：ピエール・ブラッスール（北山年夫）

## スタッフ
- 監督：ジャン・ポール・ラプノー
- 製作：アラン・ポワレ
- 脚本：ジャン・ポール・ラプノー、クロード・ソーテ、モーリス・クラヴェル、ダニエル・ブーランジェ
- 撮影：クロード・ルノワール
- 音楽：ミシェル・ルグラン
- 字幕監修：岡枝慎二